# 横見町
横見町（よこみちょう）は、徳島県阿南市の町名。2014年3月31日現在の人口は1,973人、世帯数は798世帯。郵便番号は〒774-0042。

## 地理
阿南市の北部に位置。北は那賀川、南は桑野川に面し、西は柳島町、東は住吉町に接している。東部をJR牟岐線が通る。

### 河川
- 那賀川
- 桑野川

### 小字
| - 蛭子面 - 上木戸 - 上畭 - 願能地西 - 願能地東 - 北裏 | - 五反地 - 下木戸 - 下畭 - 高川原 - 登先 - 豊田 | - 中川原 - 長岡 - 長岡後 - 長岡東 - 畑中上 - 畑中下 | - 畑中前 - 浜田 - 前田 - 前長岡 |  |

## 歴史
江戸期から町村制の施行された明治22年にかけては那西郡および那賀郡の村であった。寛文4年より那賀郡に属す。
明治22年に同郡中野島村の大字となった。昭和29年より富岡町の大字となる。昭和33年に阿南市が誕生し、現在の町名となる。

## 施設
- 阿南市立横見小学校
- 天王神社
- 若宮神社
- 天神社
- 観音寺

## 交通

### 道路
都道府県道
- 徳島県道27号阿南那賀川線
- 徳島県道141号大林那賀川阿南線
- 徳島県道191号富岡港南島線